# Kasimir III. (Kujawien)
Kasimir von Gniewkowo (polnisch Kazimierz III gniewkowski; * um 1280; † nach 1347) war ab 1306 Vasall der Krone Polens, 1306–1309 Statthalter im Herzogtum Pommerellen mit Sitz in Tczew und als Kasimir III. in den Jahren 1314–1332 und 1343–1347 Herzog von Kujawien in Gniewkowo. Er war ein Neffe des polnischen Königs Władysław I. Ellenlang und wie dieser aus dem Adelsgeschlecht der kujawischen Piasten.

## Leben

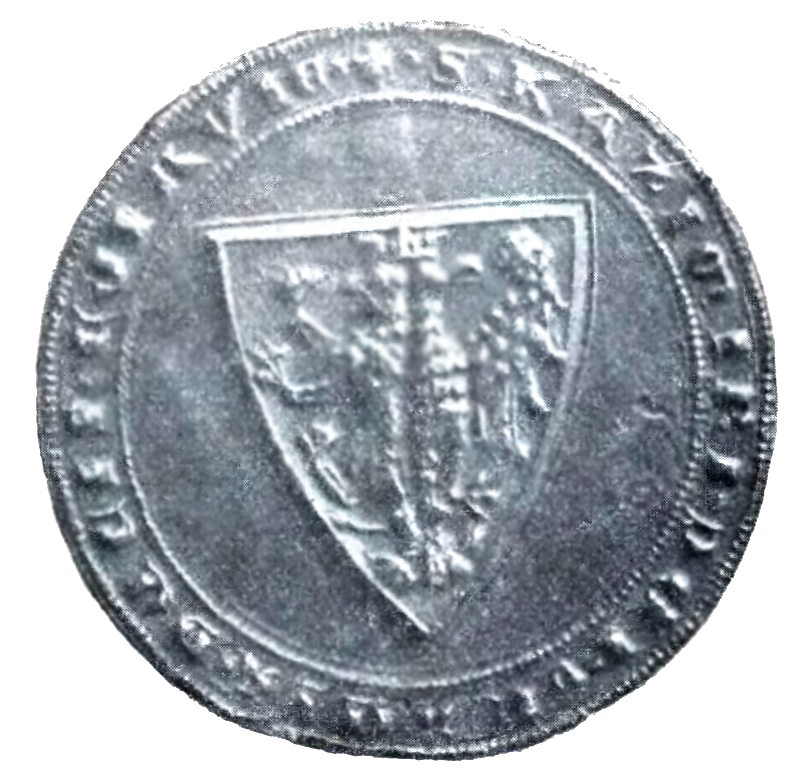
Das herzogliche Siegel

Kasimir war der jüngste Sohn von Herzog Siemomysław von Kujawien in Inowrocław und der Salomea von Pommerellen, Tochter von Herzog Sambor von Pommerellen in Tczew und der Mathilde von Mecklenburg.
Er stand zuerst unter dem Vormund seiner Mutter Salomea und nahm ab 1302 formell die ersten Staatsgeschäfte wahr. Er unterstützte aktiv die Wiedervereinigungspolitik seines Onkels Władysław I. Ellenlang, dessen Lehnsmann er ab 1306 wurde. In Anerkennung seiner Treue erhielt er die Statthalterschaft über das Herzogtum Pommerellen, die er aber aufgrund der Annexion von 1309 an den Deutschen Orden verlor. Der Hochmeister Siegfried von Feuchtwangen verweigerte ihm, trotz mehrmaliger Bitten, die Rückgabe des Herzogtums. Er lag ab 1309 gemeinsam mit seinem älteren Bruder Przemysław im Streit mit Bischof Gerward von Leslau, der erst 1311 mit einer Übereinkunft endete. Aufgrund einer Erbteilung, nach dem Tod seiner Mutter Salomea, erhielt er die Herrschaft über Gniewkowo, dessen Herzog er 1314 wurde. Als loyaler Vasall und Verbündeter des polnischen Königs, findet sein Name eine Erwähnung in einem Dokument aus dem Jahr 1325, in dem Polen ein Bündnis mit den Herzögen von Pommern schloss.
In einem Krieg des Deutschen Ordens gegen Polen geriet sein Herzogtum ins Zentrum des Geschehens, welches er 1332 vollständig an die Deutschritter verlor. Es ist nicht bekannt, was Herzog Kasimir in den Jahren nach dem Verlust seines Herzogtums unternahm oder wo er sich aufhielt. Sein Name taucht nur 1339, während der Prozesse gegen die Deutschritter in Warschau und 1343 im Friedenstraktat von Kalisz auf, das ihm schließlich eine Rückkehr ins heimische Kujawien ermöglichte.
Herzog Kasimir verstarb nach 1347. Das genau Todesdatum sowie sein Bestattungsort sind unbekannt. Im Amt des Herzogs von Kujawien in Gniewkowo folgte ihm sein Sohn Władysław nach.

## Ehe und Familie
Kasimir war verheiratet mit einer Frau unbekannten Namens und hatte mehrere Kinder mit ihr, von denen zwei namentlich in den Quellen erwähnt werden:
- Elisabeth (ca. 1315–1353/73), verheiratet mit Stjepan II. Kotromanić aus dem Haus Kotromanić, Ban von Bosnien, Mutter der ungarischen Königin Elisabeth von Bosnien, Großmutter der Heiligen Hedwig von Anjou;
- Władysław (ca. 1327–1388), Herzog von Kujawien in Gniewkowo, Thronprätendent auf die Krone des Königreichs Polen;